# 可羅的大散步
《可羅的大散步》（コロの大さんぽ）是吉卜力工作室在2002年於吉卜力美術館公開的動畫短片。

## 劇情簡介
描述一位小女孩佐和子（サワ子）在上學時，所養的小狗可羅（コロ）從家裡亂跑出去而迷路了。
之後可羅一路在小鎮上經歷了不少冒險，最後也安全回到主人佐和子的懷抱。

## 作品概要
此作品的背景模式以色鉛筆繪製的圖案為主，其畫風是參考插畫家林明子女士在童書繪本《第一次上街買東西》中的風格。而動畫裡的場景來自吉卜力工作室住所一帶的小金井市梶野町，為現實存在的景色。
為了講求逼真的效果，動畫裡的小狗叫聲、是錄自吉卜力工作室攝影部職員古城環家中飼養的仔犬。
而在作品擔任原畫人員之一的森田宏幸，在《可羅的大散步》製作時被順勢選拔參與次回企劃《貓的報恩》的團隊，事後也成為該動畫導演。

## 製作

### 製作人員
- 畫風參照者：林明子
- 導演‧原作‧劇本‧分鏡：宮崎駿
- 製作人：鈴木敏夫
- 製作人助理：高橋望、渡邊宏行
- 統籌：德間康快
- 演出動畫師：芳尾英明
- 原畫：森田宏幸、米林宏昌、松瀨勝、小野田和由、山森英司、武內宣之、富田悅子、中嶋忠二
- 美術：吉田昇
- 色彩設計：保田道世
- 音樂：野見祐二
- 音效：林和弘
- 攝影監督：奧井敦

### 配音人員
- 可羅：為真實小狗的叫聲
- 佐和子：駒澤樹
- 爸爸：居村健治 ※（吉卜力工作室人員，動畫《隔壁的山田君》的導演助手）[5]
- 媽媽：森吉治予 ※（德間International會社職員）[5]
- 騎腳踏車的大姊姊：北嶋明子 ※（吉卜力美術館職員）[5]
- 工務店的大叔：盛田茂 ※（吉卜力美術館職員）[5]
- 少女：小川沙彌香
- 少女的母親：目黑綾
- 附近的大嬸：土田弓
- 阿茂：石原圭人
- 智子：菅野奈奈

## 外部連結
- 吉卜力美術館：《可羅的大散步》，存於網際網路檔案館（日語）